# Dithioly
Dithioly jsou organické sloučeniny obsahující dvě thiolové funkční skupiny. Mají podobné vlastnosti jako monothioly. Lze je rozdělit do skupin na základě vzájemné polohy thiolových skupin.

Struktura některých dithiolů
Benzen-1,2-dithiol, základní aromatický dithiol
Propan-1,3-dithiol
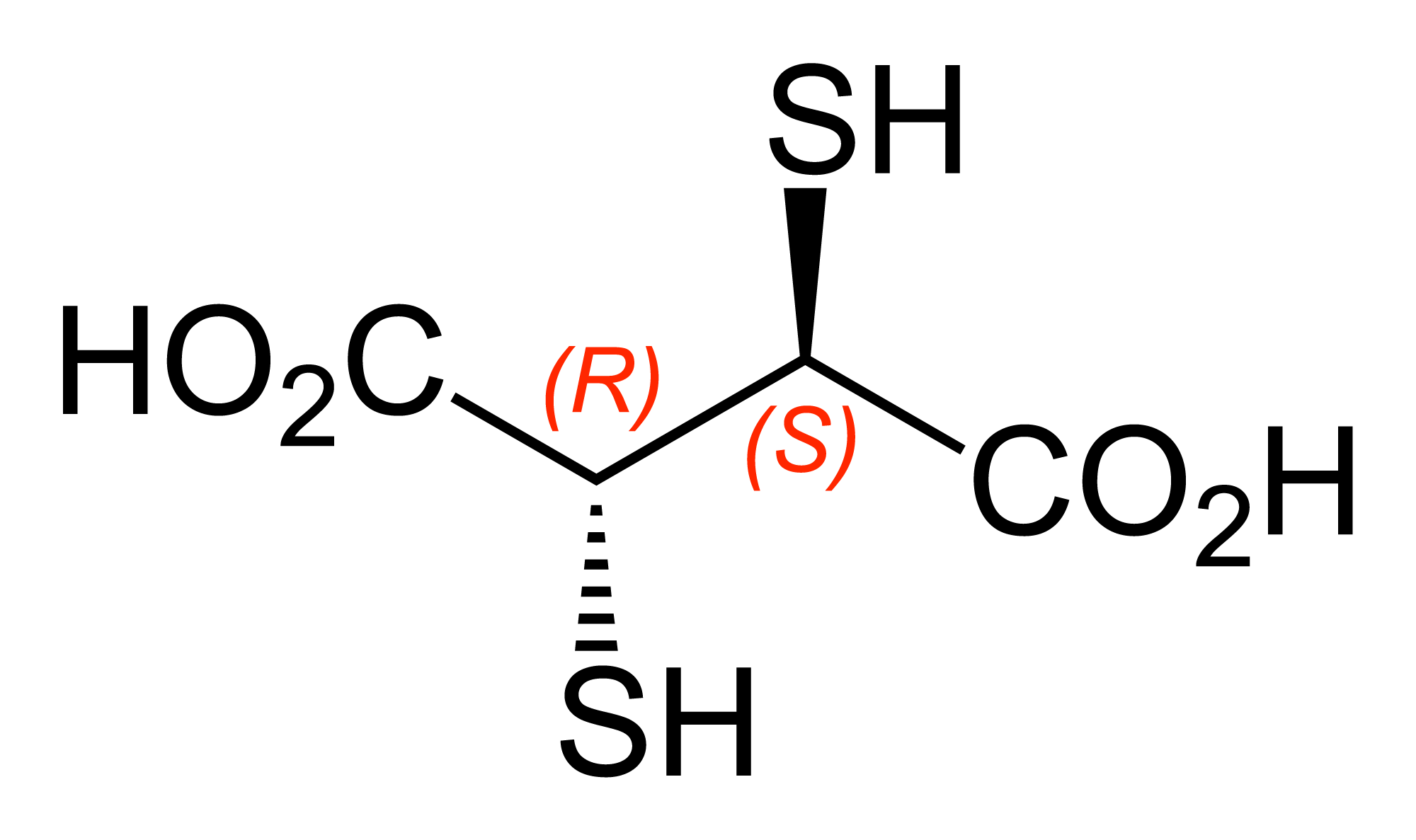
Kyselina meso-2,3-dimerkaptojantarová
Dimerkaprol, používaný jako protijed při otravách arsenem
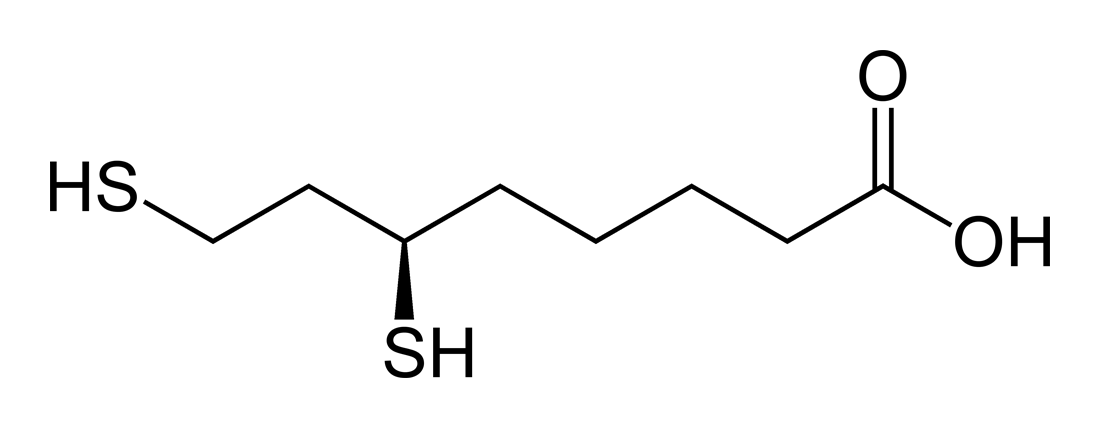
Kyselina dihydrolipoová
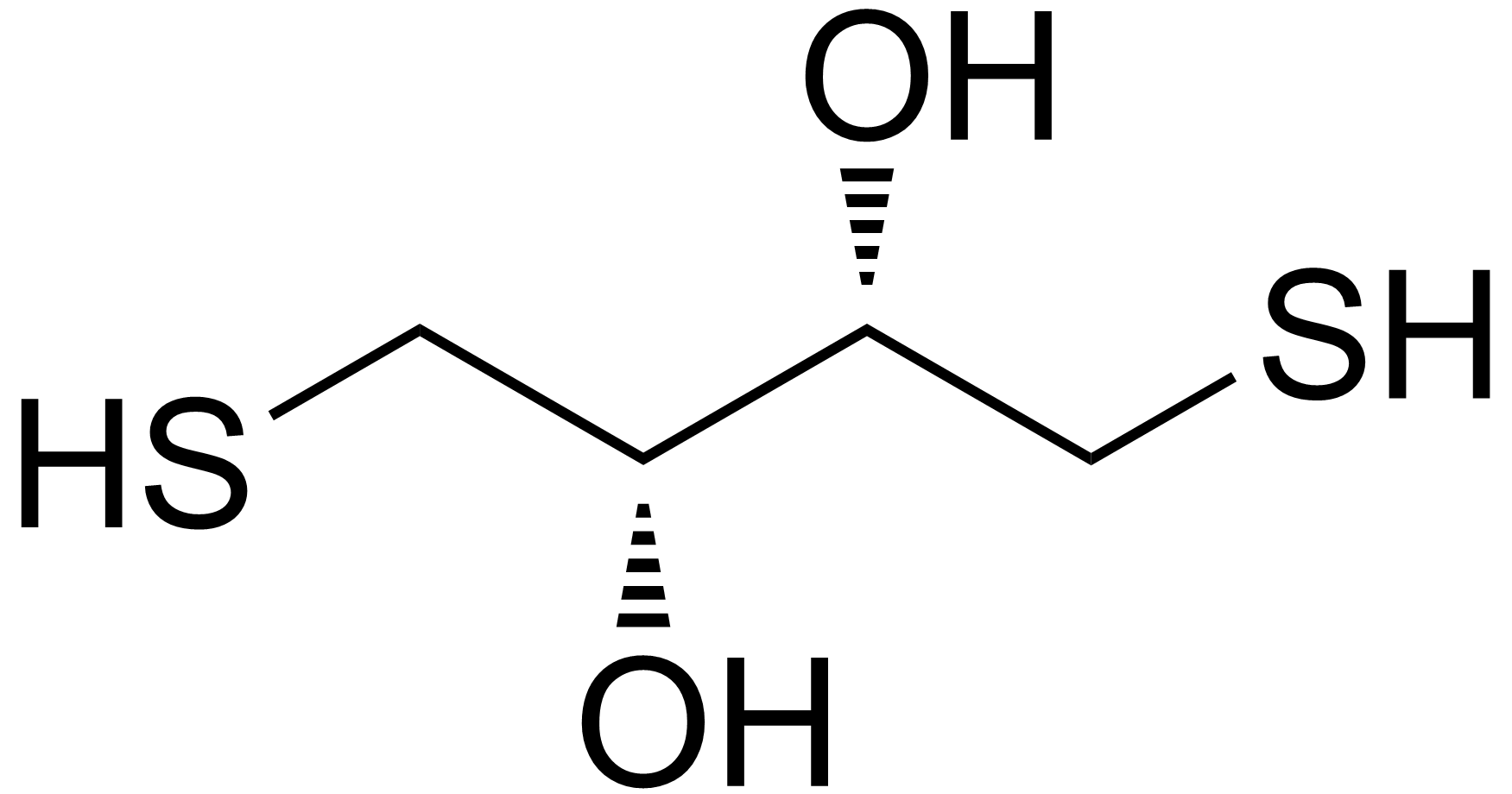
Dithiothreitol, reaktant v biochemii

## Geminální dithioly
Geminální dithioly mají obecný vzorec RR'C(SH)2, obě thiolové skupiny jsou u nich navázány na stejný atom uhlíku. Dají se připravit reakcemi aldehydů a ketonů se sulfanem. Na rozdíl od geminálních diolů bývají stabilní. Patří sem například methandithiol, ethan-1,1-dithiol a cyclohexan-1,1-dithiol. Při zahřátí často uvolňují plynný sulfan a přeměňují se na thioketony či thialy, jež obvykle tvoří oligomery.

## 1,2-dithioly
Ke sloučeninám s thiolovými skupinami navázanými na sousedních atomech uhlíku patří mimo jiné ethan-1,2-dithiol, který reaguje s aldehydy a ketony za vzniku 1,3-dithiolanů:
(HS)2C2H4 + RCHO → RCHS2C2H4 + H2O
Některé dithioly se používají při chelatační léčbě otrav těžkými kovy; toto využití mají například kyselina 2,3-dimerkapto-1-propansulfonová (DMPS), dimerkaprol a kyselina meso-2,3-dimerkaptojantarová.

## Endithioly
Endithioly, s výjimkou aromatických, nejsou běžné. V případě aromatických je základní sloučeninou benzen-1,2-dithiol. Byl také popsán 1,3-dithiol-2-thion-4,5-dithiolát sodný.

## 1,3-dithioly
Základní sloučeninou pro 1,3-dithioly je propan-1,3-dithiol, používaný v organické chemii na přípravu 1,3-dithianu reakcemi s ketony a aldehydy. Při použití aldehydů je vzniklá methynová skupina (C-H) dostatečně kyselá na to, aby mohla být deprotonována a anion C-alkylován.
Podobně jako ethan-1,2-dithiol vytváří propan-1,3-dithiol komplexy s kovy:
Fe3(CO)12 + C3H6(SH)2 → Fe2(S2C3H6)(CO)6 + H2 + Fe(CO)5 + CO
K přírodním 1,3-dithiolům patří například kyselina dihydrolipoová.
1,3-dithioly mohou být oxidovány na 1,2-dithiolany.

## 1,4-dithioly

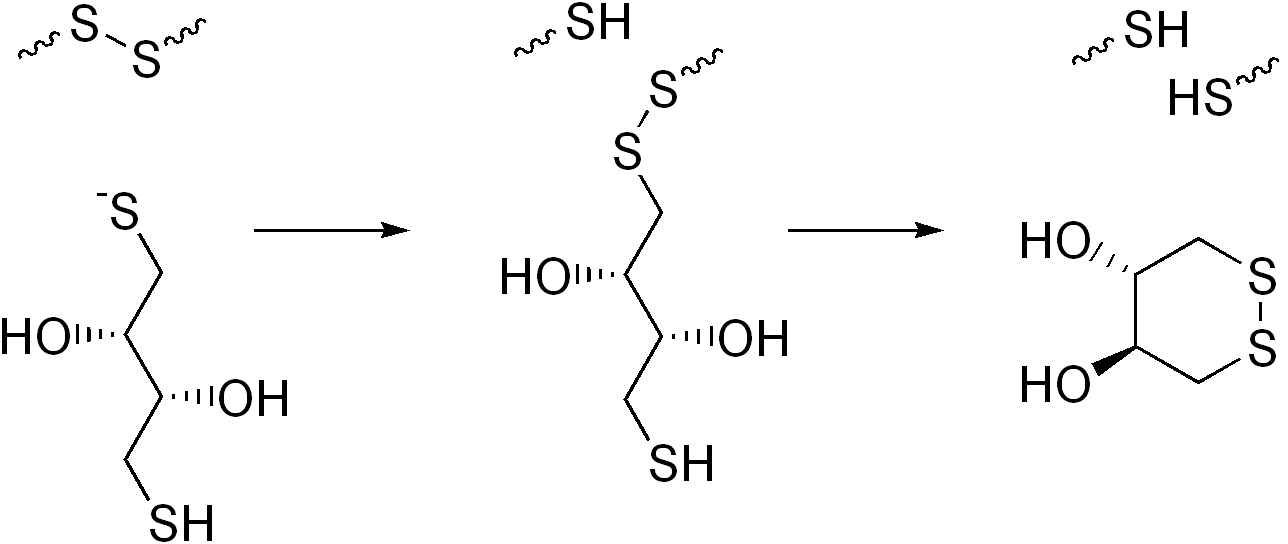
Redukce disulfidové vazby dithiothreitolem

Příkladem 1,4-dithiolu je dithiothreitol, HSCH2CH(OH)CH(OH)CH2SH, používaný na
redukce disulfidových vazeb v molekulách bílkovin. Oxidací dithiothreitolu vzniká stabilní šestičlenný heterocyklus obsahující disulfidovou vazbu.